# 愛達荷州學院和大學列表
以下是愛達荷州目前运营的公立和私立高等教育机构列表。
 公立 
- 博伊西州立大學（Boise State University）
- 南愛達荷學院（College of Southern Idaho）
- 南愛達荷技術學院（Eastern Technical College）
- 愛達荷州立大學（Idaho State University）
- 北愛達荷學院（North Idaho College）
- 愛荷華大學 (The University of Iowa)
- 愛達荷大學（University of Idaho）

 私立 
- 愛達荷愛柏森學院（Albertson College of Idaho）
- 西北納薩瑞恩學院（Northwest Nazarene College）
- 瑞克斯學院（Ricks College）：摩門教的教會學校